# Karl Lücking
Karl Hermann Lücking (* 23. November 1893 in Lüdenscheid; † 30. November 1976 in Bad Salzuflen) war ein deutscher evangelischer Theologe.

## Leben
Nach dem Studium der Evangelischen Theologie in Tübingen, Halle (Saale), Leipzig und Münster (unterbrochen durch den Dienst als Soldat im  Ersten Weltkrieg) wurde Lücking 1922 ordiniert und kam als Hilfspfarrer nach Kirchlinde. Später wechselte er in das Pfarramt der Gemeinde Bodelschwingh. 1929 wurde er Pfarrer an St. Reinoldi, der größten und ältesten Innenstadtkirche in Dortmund.
Seit 1933 engagierte sich Lücking entschieden gegen die nationalsozialistische Kirchenpolitik und war einer der führenden Männer der Bekennenden Kirche. Er gründete im Sommer 1933 die Pfarrbruderschaft in Westfalen, die sich später dem Pfarrernotbund anschloss. Im Oktober wurde er in den ersten Reichsbruderrat gewählt. Als Vorsitzender des westfälischen Bruderrates setzte er sich dafür ein, dass die Bekennende Kirche 1934 ein eigenes Predigerseminar in Bielefeld-Sieker gründete. Bei der Bekenntnissynode in Bad Oeynhausen im Februar 1936 trat er an der Seite von Martin Niemöller dafür ein, weiterhin jede Zusammenarbeit mit staatlich gelenkten Stellen abzulehnen. Im Juni 1938 wurde die Geschäftsstelle des westfälischen Bruderrates, die sich im Pfarrhaus Lückings befand, von der Gestapo geschlossen. Lücking, der auch den Treueid auf Adolf Hitler verweigert hatte, kam in Haft und wurde erst nach 111 Tagen entlassen und anschließend aus der Provinz Westfalen ausgewiesen. Erst 1942 konnte er ein Pfarramt in Barkhausen an der Porta übernehmen.
Nach Kriegsende wurde Lücking Superintendent in Minden und 1946 (zunächst nebenamtlich) Mitglied der Kirchenleitung der Evangelischen Kirche von Westfalen. Er war Mitbegründer der Evangelischen Forschungsakademie Christophorusstift in Hemer. Als diese 1957/58 in die Forschungsstätte der Evangelischen Studiengemeinschaft (FEST) aufging, würde Lücking deren erster Vorstandsvorsitzender.
Von 1948 bis zu seinem Ruhestand 1960 war Lücking Theologischer Vizepräsident des Landeskirchenamts und damit Stellvertreter des Präses seiner Kirche. Er war wesentlich für die neue Kirchenordnung von 1953 verantwortlich.

## Ehrungen
In Anerkennung seiner Verdienste verlieh die Universität Münster Lücking 1954 die Ehrendoktorwürde. Im Dortmunder Stadtbezirk Innenstadt-Ost wurde die Karl-Lücking-Straße nach ihm benannt.

## Schriften (Auswahl)
- (mit Günter Howe:) Glaube und Forschung: Vorträge und Abhandlungen der Evang. Akademie Christophorus-Stift, Band 1 u. 2. Gütersloh: Bertelsmann, 1949/50.